# Waregem

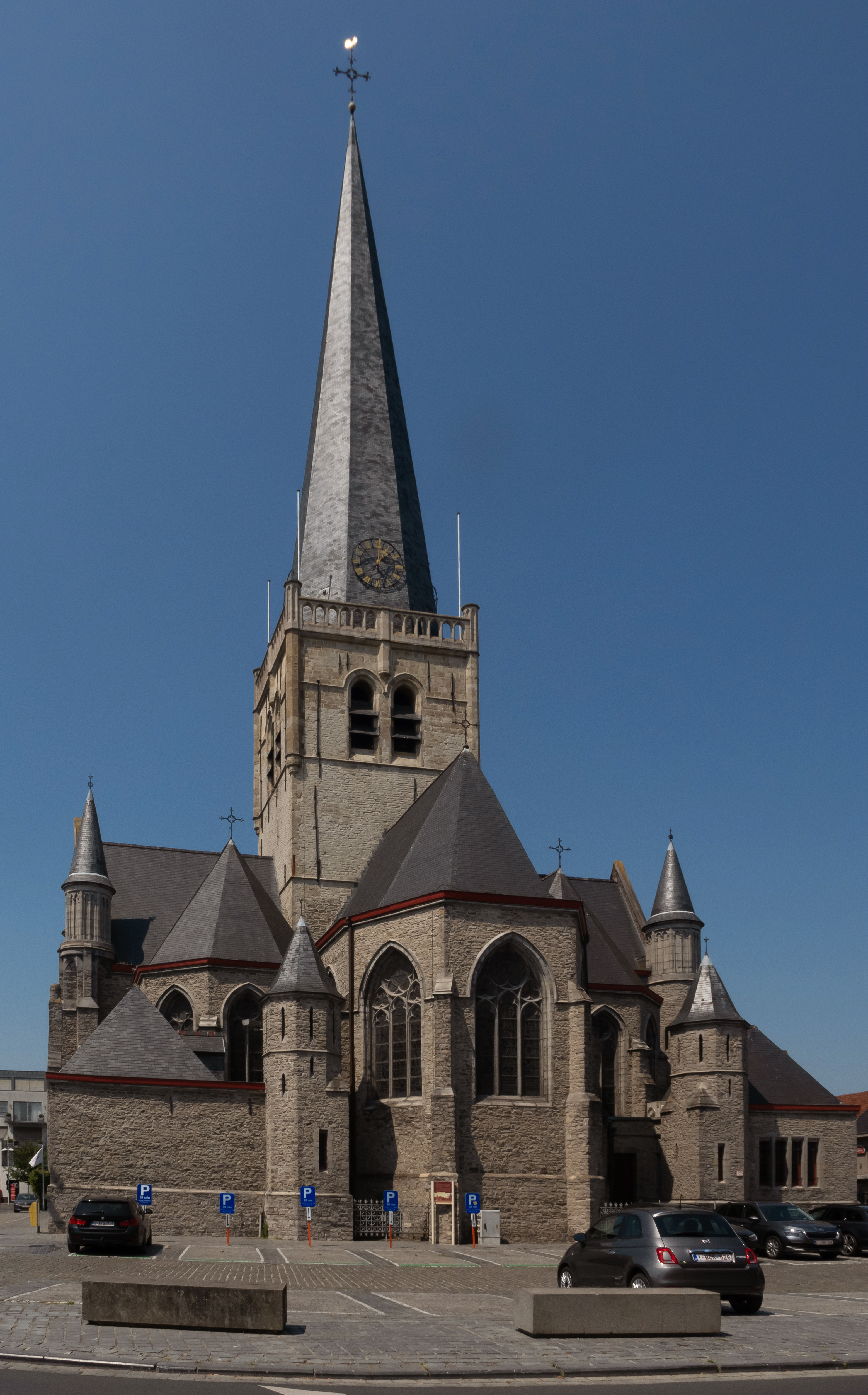
De Sint-Amandus-en-Blasius Kerk

Waregem is een stad en gemeente in het zuidoosten van de Belgische provincie West-Vlaanderen en is de vijfde grootste stad van West-Vlaanderen. De stad telt ruim 40.600 inwoners.
De gemeente bestaat uit vier deelgemeenten, waarbij Waregem en Sint-Eloois-Vijve volledig vergroeid zijn en het kleinstedelijk gebied vormen met een 30.000-tal inwoners. De deelgemeenten Desselgem en Beveren-Leie liggen ten zuiden van de kern en tellen elk circa 5.000 inwoners.
Waregem ligt tegen de grens met de provincie Oost-Vlaanderen. De Leievallei vormt de noordwestelijke grens van de gemeente. De stad maakt deel uit van een sterk verstedelijkte en geïndustrialiseerde as die langs de Leie loopt van Menen over Kortrijk en Harelbeke naar Waregem.

## Geschiedenis
De aanvankelijke naam van de stad was “Waro-inghaheim”, wat 'de woonplaats van de clan Waro' zou betekenen, en wordt voor het eerst vermeld in 826. Deze naam en de nederzetting waarnaar verwezen wordt, dateren echter al van eerder, meer bepaald uit de Frankische periode. In de Gallo-Romeinse periode waren in Waregem zeker verschillende nederzettingen zoals die van de Menapii in de pagus Mempiscus aanwezig. Dit kan bewezen worden door verschillende archeologische vondsten: pijlpunten, scherven van vaatwerk en munten. De eerste bewoners van het huidige Waregem vestigden zich voornamelijk aan de Leieboorden. Het grootste deel van de huidige stad was woud.
De Gentse Sint-Pietersabdij verkreeg omstreeks 950 een uitgestrekt gebied dat zich over het grootste deel van Beveren-Leie, bijna geheel Desselgem en brede grensstroken van Deerlijk en Waregem uitstrekte. Tot in de 13de eeuw bezat de Sint-Baafsabdij, eveneens uit Gent, heel wat gronden in Sint-Eloois-Vijve en Waregem. De periode van de 9de tot de 13de eeuw is de periode van de feodalisering van de Gaverstreke: machtige heren verrijkten zich met delen van het eigendom van de Gentse Sint-Pietersabdij. Met het deel van Vijve en Waregem, dat toebehoorde tot de Sint-Baafsabdij, was het net zo gesteld. Het centrum van Waregem werd omringd door grondgebied van de Dendermondse heren. Deze namen in de 12de eeuw bezit van Waregem, met uitzondering van het dorpscentrum, dat geschonken werd aan het Onze-Lieve-Vrouw-Kapittel van Doornik.
Met de Franse Revolutie kwam een einde aan de feodale structuur. Het alternatief werd een moderne en gecentraliseerde staat. Waregem, Desselgem en Beveren-Leie behoorden sindsdien bij het kanton Harelbeke, Sint-Eloois-Vijve bij het kanton Oostrozebeke. Waregem was tot de 18de eeuw een agrarische gemeente. Het centrum van het dorp met de kerk vormde eeuwenlang de bebouwde 'enclave', een vlek tussen de bossen. Waregem was in de 18de eeuw immers nog zeer bosrijk: 26% van de totale oppervlakte.
Handel was zich gaan ontwikkelen vanaf de 17de eeuw. Al in 1635 leek de tijd rijp om een marktoctrooi aan te vragen en een reeds bestaande "zwarte markt" in boter, graan en andere eetwaren te legaliseren. Het voorstel kreeg tegenstand van Kortrijk, Wakken en Oudenaarde, die in Waregem een geduchte concurrent zagen. Pas in 1784 werd een nieuw verzoek ingediend voor een marktoctrooi, deze keer met de steun van Ingooigem, Nokere, Zulte, Wortegem, Sint-Baafs-Vijve, Sint-Eloois-Vijve en Anzegem. Deze keer had Waregem meer succes. 29 november 1784 werd een historische dag toen de Oostenrijkse keizer Jozef II zijn toestemming gaf tot het inrichten van een wekelijkse zaterdagmarkt voor lijnwaad, vlas, werkgaren, boter, eieren en lijnzaad.
Het industriële tijdperk van de textielhandelaars brak aan. Waregem had in 1784 op 900 huishoudens (ongeveer 4500 inwoners) ongeveer 800 weefgetouwen. Naast de groeiende textielindustrie breidde ook de dorpskern van Waregem hoe langer hoe meer uit tot een verzorgingscentrum waarmee ook de aanpalende gemeenten hun voordeel deden.
In de eerste helft van de 19de eeuw zette die trend zich voort en deed zich een steeds verdere concentratie van gespecialiseerde beroepen voor waarvoor men vroeger op Kortrijk, Deinze of Oudenaarde aangewezen was. In diezelfde 19de eeuw kwamen tal van culturele verenigingen tot stand die getuigden van het dynamisme van de Waregemse burgerij op literair, muzikaal en artistiek gebied.
Over Waregem in de Eerste Wereldoorlog is een apart artikel, zie Waregem tijdens WOI.
Tijdens de eerste helft van de 20ste eeuw domineerde de vlasindustrie het economisch leven in Waregem. De "gouden Leieboorden" brachten werkgelegenheid. Na de crisis van de veertiger jaren werd in Waregem stilaan het tijdperk van de gemechaniseerde nijverheid ingeluid. De textielindustrie bleef belangrijk en Waregem werd welvarend en een aantrekkingspool voor de omliggende steden en gemeenten.
Tot voor 1977 was Waregem enkel de huidige hoofdgemeente, de andere kernen Beveren-Leie, Desselgem en Sint-Eloois-Vijve waren aparte gemeenten. Op 1 april 1977 werden bij de gemeentelijke herindeling de gemeenten gefusioneerd tot één grote gemeente Waregem. Voortaan was er slechts één burgemeester en werd een nieuw wapenschild in gebruik genomen dat rekening houdt met de vorige twee wapens. Op 23 juni 1999 werd in het Belgische federale parlement de wet tot toekenning van de titel van Stad aan de gemeente Waregem goedgekeurd. Door deze wet mag Waregem zich sinds 1 januari 2000 officieel stad noemen.
Sinds 2005 is er een vredegerecht in Waregem. Dit bevindt zich in de Stationsstraat.
Het kanton Waregem, de rechtsopvolger van het kanton Oostrozebeke dat werd afgeschaft, is naast de gemeente Waregem ook bevoegd voor de gemeenten Wielsbeke, Dentergem en Oostrozebeke, in totaal samen voor ongeveer 60.000 inwoners.

## Kernen
De grootste kern in Waregem is de hoofdgemeente Waregem zelf, met meer dan 24.000 inwoners. Ten noordwesten van de stadskern liggen de deelgemeenten Beveren-Leie, Desselgem (beide ruim 5000 inwoners) en Sint-Eloois-Vijve (4000 inwoners) langs de Leie. De gemeentegrenzen worden nog gevormd door het oude kronkelende traject van de Leie, van voor die rechtgetrokken werd. De kernen van Waregem en Sint-Eloois-Vijve zijn quasi één geheel gaan vormen door de aanleg van woonwijken en bedrijventerreinen en ook de kernen van Desselgem en Beveren-Leie zijn naar elkaar toe gegroeid. Op het grondgebied van Waregem, langs de weg naar Deerlijk ligt een relatief groot gehucht Nieuwenhove. Nieuwenhove is nog een afzonderlijke kern, hoewel deze door lintbebouwing met het gehucht Molenhoek in Deerlijk is verbonden.
Sint-Eloois-Vijve en Desselgem ontwikkelden zich beide op een plaats waar men de Leie kon oversteken. Er ontstond daarbij een typisch patroon van tweelingskernen langs de Leie: Desselgem ligt gepaard met Ooigem en Sint-Eloois-Vijve met Sint-Baafs-Vijve.
De hoofdkern Waregem bestaat nog uit verschillende wijken voortkomende uit woonkernen die door uitbreiden verbonden werden. De wijken Gaverke en Biest vormen een afzonderlijke parochie. De parochie Heilige Familie in Gaverke werd in 1941 opgericht, de parochie Sint-Jozef in Biest in 1966. De oude parochie van het stadscentrum is genoemd naar Sint-Amandus. Alle kernen kennen een hoge graad van verstedelijking. Er is in de gemeente nog open ruimte nabij de Leievallei, in het uiterste noorden, en in het gebied rond gehucht Nieuwenhove.
| #      | Naam                            | Oppervlakte (km²) | Inwoners 31/12/2020 | Bevolkingsdichtheid (inw./km²) |
| ------ | ------------------------------- | ----------------- | ------------------- | ------------------------------ |
| I (V)  | Waregem - Waregem - Nieuwenhove | 26,64             | 24.079              | 904                            |
| II     | Sint-Eloois-Vijve               | 4,10              | 4.096               | 999                            |
| III    | Desselgem                       | 7,24              | 5.269               | 728                            |
| IV     | Beveren-Leie                    | 6,36              | 5.490               | 863                            |
| Totaal | Groot-Waregem                   | 44,34             | 38.934              | 878                            |

Bron: website Waregem
Bron: fgov.be
De stad Waregem grenst aan de volgende gemeenten en deelgemeenten:
| - a. Anzegem - b. Ingooigem (gemeente Anzegem) - c. Vichte (gemeente Anzegem) - d. Deerlijk - e. Harelbeke - f. Bavikhove (stad Harelbeke) - g. Ooigem (gemeente Wielsbeke) |

| - h. Wielsbeke - i. Sint-Baafs-Vijve (gemeente Wielsbeke) - j. Zulte - k. Kruishoutem (gemeente Kruisem) - l. Nokere (gemeente Kruisem) - m. Wortegem (gemeente Wortegem-Petegem) |

Waregem, deelgemeenten en buurgemeenten.
De gele gebieden zijn bebouwde kernen.

## Bezienswaardigheden
- De Sint-Amandus- en Sint-Blasiuskerk
- De Heilige Familiekerk in de wijk Gaverke
- De Sint-Jozefkerk in de wijk Biest
- De Sint-Margaretakerk in het dorp Nieuwenhove
- Het Flanders Field American Cemetery and Memorial is het enige Amerikaanse militaire kerkhof uit de Eerste Wereldoorlog in België.
- Het Kasteel Casier is beschermd als monument en staat in Park Baron Casier.
- Het Kasteel van Potegem.
- Het Goed Te Nieuwenhove, het neerhof van het voormalig kasteel van Nieuwenhove, in de plaats Nieuwenhove.
- Het beschermde landhuis Saint-Georges.
- Beschermde historische hoeves.
- Het Hippodroom van Waregem met het bezoekerscentrum HIPPO.WAR
- De Villa Gaverzicht, een villa in modernistische stijl van 1940, gelegen aan Churchilllaan 16.[1]

## Natuur en landschap
Waregem ligt in het gebied tussen Leie en Schelde, terwijl de Gaverbeek, globaal van zuid naar noord, door Waregem stroomt. De hoogte varieert van 10-35 meter. Aan de Zavelput kan men er fuut, meerkoet en wilde eend observeren. Voor de eerste wereldoorlog lag er nog een deel van de Spitaalsbossen in Waregem, maar deze zijn nadien grotendeels vervangen door bebouwing of werden nadien nooit meer hersteld.

## Demografische ontwikkeling

### Demografische evolutie voor de fusie
- Bronnen:NIS, Opm:1831 tot en met 1970=volkstellingen; 1976 = inwoneraantal op 31 december

### Demografische ontwikkeling van de fusiegemeente
Alle historische gegevens hebben betrekking op de huidige gemeente, inclusief deelgemeenten, zoals ontstaan na de fusie van 1 januari 1977.
- Bronnen:NIS, Opm:1831 tot en met 1981=volkstellingen; 1990 en later= inwonertal op 1 januari

| Inwoners van jaar tot jaar op 1 januari 1992 tot heden | Inwoners van jaar tot jaar op 1 januari 1992 tot heden | Inwoners van jaar tot jaar op 1 januari 1992 tot heden |
| jaar                                                   | Aantal                                                 | Evolutie: 1992=index 100                               |
| ------------------------------------------------------ | ------------------------------------------------------ | ------------------------------------------------------ |
| 1992                                                   | 35.096                                                 | 100,0                                                  |
| 1993                                                   | 35.318                                                 | 100,6                                                  |
| 1994                                                   | 35.574                                                 | 101,4                                                  |
| 1995                                                   | 35.610                                                 | 101,5                                                  |
| 1996                                                   | 35.725                                                 | 101,8                                                  |
| 1997                                                   | 35.750                                                 | 101,9                                                  |
| 1998                                                   | 35.714                                                 | 101,8                                                  |
| 1999                                                   | 25.830                                                 | 102,1                                                  |
| 2000                                                   | 35.839                                                 | 102,1                                                  |
| 2001                                                   | 35.842                                                 | 102,1                                                  |
| 2002                                                   | 35.954                                                 | 102,4                                                  |
| 2003                                                   | 35.940                                                 | 102,4                                                  |
| 2004                                                   | 35.977                                                 | 102,5                                                  |
| 2005                                                   | 35.919                                                 | 102,3                                                  |
| 2006                                                   | 35.852                                                 | 102,2                                                  |
| 2007                                                   | 35.831                                                 | 102,1                                                  |
| 2008                                                   | 35.971                                                 | 102,5                                                  |
| 2009                                                   | 36.190                                                 | 103,1                                                  |
| 2010                                                   | 36.306                                                 | 103,4                                                  |
| 2011                                                   | 36.593                                                 | 104,3                                                  |
| 2012                                                   | 36.751                                                 | 104,7                                                  |
| 2013                                                   | 36.960                                                 | 105,3                                                  |
| 2014                                                   | 37.155                                                 | 105,9                                                  |
| 2015                                                   | 37.341                                                 | 106,4                                                  |
| 2016                                                   | 37.606                                                 | 107,2                                                  |
| 2017                                                   | 37.871                                                 | 107,9                                                  |
| 2018                                                   | 38.125                                                 | 108,6                                                  |
| 2019                                                   | 38.266                                                 | 109,0                                                  |
| 2020                                                   | 38.350                                                 | 109,3                                                  |
| 2021                                                   | 38.535                                                 | 109,8                                                  |
| 2022                                                   | 38.948                                                 | 111,0                                                  |
| 2023                                                   | 39.488                                                 | 112,5                                                  |
| 2024                                                   | 39.997                                                 | 114,0                                                  |
| 2025                                                   | 40.436                                                 | 115,2                                                  |

## Verkeer en vervoer
Waregem ligt op de as van Kortrijk naar Gent. Deze as wordt gekenmerkt door de rivier de Leie, de spoorlijn 75 (Gent-Sint-Pieters – Moeskroen - Lille-Flandres), de snelweg A14/E17 en de oudere steenweg N43, die Waregem in oost-westrichting doorsnijden. Rond het stadscentrum van Waregem ligt een ringweg, de R35. De inmiddels verdwenen spoorlijn 66A passeerde het station van Waregem.
De volgende buslijnen hebben haltes in Waregem:
- Buslijn 58: Oudenaarde-Waregem
- Buslijn 59: Waregem-Kruishoutem
- Buslijn 71: Kortrijk-Stasegem-Harelbeke-Deerlijk-Waregem
- Buslijn 75: Kortrijk-Deinze
- Buslijn 81: Roeselare-Izegem-Ingelmunster-Anzegem
- Buslijn 85: Spiere-Avelgem-Anzegem-Waregem

## Politiek

### Structuur
| Waregem          | Waregem          | Supranationaal         | Nationaal                         | Nationaal                         | Gemeenschap               | Gewest                    | Provincie                 | Arrondissement  | Provinciedistrict | Kanton          | Gemeente        |
| ---------------- | ---------------- | ---------------------- | --------------------------------- | --------------------------------- | ------------------------- | ------------------------- | ------------------------- | --------------- | ----------------- | --------------- | --------------- |
| Administratief   | Niveau           | Europese Unie          | België                            | België                            | Vlaanderen                | Vlaanderen                | West-Vlaanderen           | Kortrijk        | Kortrijk          | Kortrijk        | Waregem         |
| Administratief   | Bestuur          | Europese Commissie     | Belgische regering                | Belgische regering                | Vlaamse regering          | Vlaamse regering          | Deputatie                 | Deputatie       | Deputatie         | Deputatie       | Gemeentebestuur |
| Administratief   | Raad             | Europees Parlement     | Kamer van volksvertegenwoordigers | Kamer van volksvertegenwoordigers | Vlaams Parlement          | Vlaams Parlement          | Provincieraad             | Provincieraad   | Provincieraad     | Provincieraad   | Gemeenteraad    |
| Kiesomschrijving | Kiesomschrijving | Nederlands Kiescollege | Kieskring West-Vlaanderen         | Kieskring West-Vlaanderen         | Kieskring West-Vlaanderen | Kieskring West-Vlaanderen | Kieskring West-Vlaanderen | Kortrijk-Ieper  | Kortrijk          | Harelbeke       | Waregem         |
| Verkiezing       | Verkiezing       | Europese               | Federale                          | Federale                          | Vlaamse                   | Vlaamse                   | Provincieraads-           | Provincieraads- | Provincieraads-   | Provincieraads- | Gemeenteraads-  |

### College van burgemeester en schepenen
Bij de gemeenteraadsverkiezingen van 2024 verloor CD&V haar absolute meerderheid in stemmen, maar behield ze de meerderheid van de zetels in de gemeenteraad. De partij bleef alleen verder besturen, met Kristof Chanterie als burgemeester. Hij volgde Kurt Vanryckeghem op, die de lokale politiek voor bekeken hield.
Het schepencollege is, naast burgemeester Kristof Chanterie, samengesteld uit vier mannen en drie vrouwen.
1. Eerste schepen Rik Soens is bevoegd voor: Financiën - Woonbeleid - Patrimonium en Gebouwen - Energie
2. Tweede schepen Margot Desmet is bevoegd voor: Burgerzaken - Sport - Cultuur - Jeugd - Bibliotheek - Ontmoetingscentra
3. Derde schepen Pietro Iacopucci is bevoegd voor: Onderwijs - Feestelijkheden - Toerisme - Info en Communicatie - ICT - Archief - Mondiaal Beleid
4. Vierde schepen Philip Himpe is bevoegd voor: Openbare werken - Verkeer en mobiliteit - Waterbeheersing - Parkeerbeleid - Stedelijke Werkplaats
5. Vijfde schepen Kim Deplancke is bevoegd voor: Omgeving - Groenbeleid, Duurzaamheid en Klimaat - Ondernemen en Lokale Economie - Werkplus (sociale economie) - Wagso - Het Pand - Markten - Onroerend Erfgoed
6. Zesde schepen Cindy Vanhoutte is bevoegd voor: Sociale Zaken en Zorg - Kinderopvang - Armoedebestrijding - Senioren en Vrijwilligers - Integratie - Personen met een beperking - Toegankelijkheid. Zij is ook voorzitter van het Bijzonder Comité Sociale Dienst.
7. Zevende schepen Marc Vercruysse is bevoegd voor: Landbouw - Kerkfabrieken - Stadsnetheid - Afvalbeleid - Natuur en Leefmilieu - Dierenwelzijn

Guido De Langhe is algemeen directeur, hij is hoofd van het stedelijk personeel - algemene leiding van de gemeentelijke diensten

### Resultaten gemeenteraadsverkiezingen sinds 1976
| Partij of kartel     | Partij of kartel                                                       | 10-10-1976 | 10-10-1976 | 10-10-1982 | 10-10-1982 | 9-10-1988 | 9-10-1988 | 9-10-1994 | 9-10-1994 | 8-10-2000 | 8-10-2000 | 8-10-2006 | 8-10-2006 | 14-10-2012 | 14-10-2012 | 14-10-2018 | 14-10-2018 | 13-10-2024 | 13-10-2024 |
| Stemmen / Zetels     | Stemmen / Zetels                                                       | %          | 29         | %          | 31         | %         | 31        | %         | 31        | %         | 33        | %         | 33        | %          | 33         | %          | 33         | %          | 33         |
| -------------------- | ---------------------------------------------------------------------- | ---------- | ---------- | ---------- | ---------- | --------- | --------- | --------- | --------- | --------- | --------- | --------- | --------- | ---------- | ---------- | ---------- | ---------- | ---------- | ---------- |
|                      | Agalev1/ Groen2                                                        | -          |            | -          |            | 4,471     | 0         | -         |           | 5,351     | 1         | 3,582     | 0         | 6,362      | 1          | 12,02      | 3          | 9,32       | 3          |
|                      | SP1/ Open StadB/ sp.a2/ Vooruit3                                       | 21,351     | 6          | 15,791     | 4          | 15,661    | 4         | 23,641    | 7         | 34,49B    | 12        | 12,32     | 4         | 8,522      | 2          | 6,62       | 1          | 3,83       | 0          |
|                      | EendrachtA/ Open StadB/ VLD1/ Open Vld2/ N-VA/Open VldC/ Team Waregem3 | 24,18A     | 6          | 34,13A     | 11         | 29,42A    | 10        | 18,93A    | 5         | 34,49B    | 12        | 12,331    | 4         | 7,232      | 2          | 21,5C      | 7          | 9,33       | 2          |
|                      | EendrachtA/ Open StadB/ N-VA1/ N-VA/Open VldC                          | 24,18A     | 6          | 34,13A     | 11         | 29,42A    | 10        | 18,93A    | 5         | 34,49B    | 12        | 60,662    | 0         | 17,611     | 6          | 21,5C      | 7          | 18,51      | 6          |
|                      | CVP1/ CD&V2                                                            | 54,471     | 17         | 50,071     | 16         | 50,451    | 17        | 57,431    | 19        | 50,551    | 18        | 60,662    | 23        | 55,722     | 22         | 51,22      | 20         | 45,12      | 18         |
|                      | Vlaams Blok1/ Vlaams Belang2                                           | -          |            | -          |            | -         |           | -         |           | 8,231     | 2         | 9,562     | 2         | 4,562      | 0          | 8,72       | 2          | 13,92      | 4          |
|                      | Anderen(*)                                                             | -          |            | -          |            | -         |           | -         |           | 1,38      | 0         | 1,57      | 0         | -          |            | -          |            | -          |            |
| Totaal stemmen       | Totaal stemmen                                                         | 21096      | 21096      | 23502      | 23502      | 24691     | 24691     | 25469     | 25469     | 26321     | 26321     | 27060     | 27060     | 27438      | 27438      | 28058      | 28058      | 19730      | 19730      |
| Opkomst %            | Opkomst %                                                              |            |            |            |            | 96,79     | 96,79     | 95,35     | 95,35     | 95,45     | 95,45     | 96,22     | 96,22     | 94,44      | 94,44      | 94,4       | 94,4       | 65,0       | 65,0       |
| Blanco en ongeldig % | Blanco en ongeldig %                                                   | 2,59       | 2,59       | 3,93       | 3,93       | 4,6       | 4,6       | 6,62      | 6,62      | 4,16      | 4,16      | 3,47      | 3,47      | 3,84       | 3,84       | 4,6        | 4,6        | 1,2        | 1,2        |

De zetels van de gevormde coalitie staan vetjes afgedrukt. De grootste partij is in kleur.

(*) 2000: Vivant (1,38%) / 2006: Neutraal (0,48%), Vlaamse Kern (1,09%)

### Stedenbanden
- Ngarama, Gatsibo (Rwanda), sinds 1987
- Szekszárd (Hongarije), sinds 1993

### Euro Equus
- Jerez (Spanje)
- Pardubice (Tsjechië)
- Golegã (Portugal)
- Wrocław (Polen), sinds 2015
- Saumur (Frankrijk)

## Sport

#### Paardensport
De hippodroom van Waregem is een van de weinige hippodrooms in België die nog in gebruik is. In de lente en de zomer vinden er tal van paardenwedstrijden plaats, voornamelijk drafrennen. De belangrijkste wedstrijd is tevens een van de belangrijkste evenementen uit de ganse regio, namelijk Waregem Koerse. Dit evenement vindt jaarlijks plaats op de dinsdag na de laatste zondag van augustus. Tijdens Waregem Koerse worden hindernisrennen en drafrennen georganiseerd, met als hoogtepunt "De Grote Steeple Chase van Vlaanderen". Op deze dag zakken er meer dan 40.000 mensen af naar de Waregemse hippodroom. In 2013 werd Waregem Koerse opgenomen in de Inventaris Vlaanderen voor Immaterieel (cultureel) erfgoed.

#### Voetbal
Waregem kende in het nationale voetbal succes met de voormalige club KSV Waregem en heeft met SV Zulte Waregem opnieuw een ploeg in de Eerste Klasse. SV Zulte Waregem speelt zijn thuiswedstrijden in het Regenboogstadion, gelegen aan de ringweg R35 (Zuiderlaan). Het stadion wordt momenteel in enkele fasen verbouwd tot een moderne multifunctionele voetbaltempel. Vanaf 2021 verdwijnt de naam Regenboogstadion en wordt het de Elindus Arena genoemd. De Elindus Arena maakt dan onderdeel uit van het Regenboogpark, zodat de naam niet volledig verdwijnt.
Voetbalclub Racing Waregem speelt in Eerste Prov. W-Vl, na veertien jaar onafgebroken in de nationale reeksen gespeeld te hebben. De club speelt zijn thuiswedstrijden in het Mirakelstadion.

#### Wielrennen
Waregem is een belangrijke stad in het wielrennen. Onder andere door de ligging vlak bij de Vlaamse Ardennen passeren er heel wat wedstrijden (vooral voorjaarswedstrijden) door of vlak bij Waregem.
De stad is onder meer aankomstplaats van de voorjaarsklassieker (UCI-World Tour) Dwars door Vlaanderen. De GP Memorial Briek Schotte, vindt plaats in deelgemeente Desselgem.
In 1957 werd het WK wielrennen op de weg in Waregem gereden met aankomst in het Regenboogstadion. Rik Van Steenbergen was toen de winnaar. In 1966, 1989 en 2021 werd het Belgisch kampioenschap wielrennen in Waregem gehouden.
Op 10 juli 2007 was Waregem de startplaats van de derde rit in de Ronde van Frankrijk. De rit ging van Waregem naar Compiègne in Frankrijk.
In 2014 was Waregem gaststad voor het Belgisch Kampioenschap Veldrijden.
Sinds 2013 wordt de Cyclocross Masters georganiseerd in Waregem.

#### Golf
Bij Waregem ligt sinds 1988 de 18-holes golfbaan van de Waregem Golf Club. Hier zijn o.a. vijfmaal de Kampioenschappen voor professionals gespeeld.

#### Basketbal
In de Eerste nationale klasse van het damesbasketbal is Declercq Stortbeton Waregem BC actief.
Bent Schoenen Waregem speelt in de Top Division Men 1 van het herenbasketbal.

## Cultuur
Waregem huisvest zeven toneel/theaterverenigingen: "Compagnie 't Wezen", "Compagnie de Urn", "Koninklijk Cabaret De Zingende Sterren", "KVG Toneelvrienden", "Theater Kunst en Eendracht", "Toneelbond Nut & Vermaak" en "Toneelvereniging Kartoesj". Ze brengen stukken in het Waregems dialect. Waregem telt ook nog het Waregems Harmonie Orkest (opgericht in 1828), het Desselgems fanfareorkest KMV De Leiezonen en het Desselgems jeugdorkest Young Woody-Brass, de Harmonie van Beveren-Leie en de koren Con Cuore en Laidos. Het fanfareorkest van Desselgem, het harmonieorkest van Beveren-Leie en het koor Con Cuore werden in 2014 door de stad benoemd tot "Cultureel Ambassadeur" van Waregem.
Het Desselgemse fanfareorkest "Koninklijke Muziekvereniging De Leiezonen" werd in 2009 en 2013 wereldkampioen op het WMC te Kerkrade, respectievelijk in Derde en Tweede divisie.
Het cultuurcentrum De Schakel opende in 1972 de deuren. Er worden naast een gevarieerd podium -en filmaanbod, ook cursussen aangeboden. Het bevat een schouwburg van 500 zitjes.

## Bekende Waregemnaren
- Emile Claus (1848-1924), schilder
- Louise Laridon (1850-1900), verpleegkundige[7]
- Léonce du Castillon (1869-1941), drukker, uitgever, redacteur, journalist, librettist, dramaticus en dichter
- Willem Putman (1900-1954), schrijver
- André Demedts (Sint-Baafs-Vijve) (1906-1992), schrijver en ereburger van Waregem
- Jean Casier (1908-2008), industrieel en ingenieur, ereburger van Waregem
- Gerard Verbeke (1910-2001), priester en hoogleraar
- Michel Buyck (1912-1975), wielrenner
- Briek Schotte (1919-2004), wielrenner en ereburger van Waregem
- Roger Desmet (1920-1987), wielrenner
- Cecile Rigolle (1924-2017), actrice en regisseur
- André Vannecke (1923-2007), priester en leerkracht
- Jan Schotte (1928–2005), kardinaal en ereburger van Waregem
- Armand Desmet (1931-2012), wielrenner
- Jacques Stockman (1938–2013), voetballer
- Werther Vander Sarren (1941-2020), acteur
- Prudent Bettens (1943-2010), voetballer
- Christiaan Vandenbroeke (1944-2007), politicus en historicus
- Pierre Lano (1944-2009), industrieel
- Johny Voners (1945–2020), acteur
- Marc Vanhaesebrouck (1946), schilder
- Ignace Bossuyt (1947), hoogleraar
- Marc Waelkens (1948–2021), archeoloog en hoorgleraar, ereburger van Waregem
- Erik Derycke (1949), politicus en jurist
- Claire Vanhonnacker (1953-1992), zangeres
- Armand Parmentier (1954), atleet
- Piet Vanthemsche (1955), dierenarts en ereburger van Waregem
- Marc De Wintere (1957-1995), leerkracht en graficus
- Francky Dury (1957), voetbaltrainer en ereburger van Waregem
- Ann Demeulemeester (1959), modeontwerper en ereburger van Waregem
- Ludwig Verduyn (1960), journalist
- Luc Tack (1961), ondernemer
- Philippe Detaellenaere (1962), atleet
- Lode Devroe (1963), tekenaar
- Walter Baele (1964), cabaretier en acteur
- Francky Cieters (1966), voetbaltrainer
- Fien Sabbe (1966), tv-presentatrice
- Claude De Burie (1968), acteur
- Hilde Dosogne (1969), ultraloopster
- Pascal De Smul (1970-1998), wielrenner
- Andy De Smet (1970), wielrenner
- Dick Norman (1971), tennisser en ereburger van Waregem
- Michèle George (1974), ruiter en ereburger van Waregem[8]
- Han Coucke (1975), komiek
- Henk Heyerick (1975), politicus
- David Vandyck (1978), zanger
- Stijn Verleyen (1978), atleet
- Lander Tijtgat (1983), atleet
- Wannes Destoop (1985), cineast
- Hans Omey (1986), atleet
- Igor Decraene (1996-2014), wielrenner

## Trivia
- De bijnaam van de inwoners is gèsloeties, het dialectwoord voor groenling.[9]

## Nabijgelegen kernen
Sint-Eloois-Vijve, Desselgem, Nieuwenhove, Heirweg, Anzegem, Wortegem, Nokere, Kruishoutem